# Уполу
Уполу е един от двата основни острова на Самоа, разположен в южната част на Тихия океан. Той е по-малък от остров Савайи, но е по-гъсто населен и на него се намира столицата Апия.
Островът има площ от 1,125 км2 и се простира на дължина от 75 км. Най-високата точка е връх Вайвай, който достига 1113 м над морското равнище. Уполу е вулканичен остров, но няма исторически документирани изригвания. На острова има няколко кратерни езера, включително Ланотоо, Фити и Оломага, както и множество водопади, като Тогитогига, Сопоага и Папапапаи-Таи.
|  | Тази страница частично или изцяло представлява превод на страницата Upolu в Уикипедия на ???. Оригиналният текст, както и този превод, са защитени от Лиценза „Криейтив Комънс – Признание – Споделяне на споделеното“, а за съдържание, създадено преди юни 2009 година – от Лиценза за свободна документация на ГНУ. Прегледайте историята на редакциите на оригиналната страница, както и на преводната страница, за да видите списъка на съавторите. ВАЖНО: Този шаблон се отнася единствено до авторските права върху съдържанието на статията. Добавянето му не отменя изискването да се посочват конкретни източници на твърденията, които да бъдат благонадеждни. |